# جين فولمير
جين فولمير (بالإنجليزية: Gene Fullmer)‏ مواليد 21 يوليو 1931 في ويست جوردان، يوتا، الولايات المتحدة - الوفاة 27 أبريل 2015 في ويست جوردان، يوتا، الولايات المتحدة، كان ملاكم أمريكي سابق صنّف ضمن فئة الوزن المتوسط.

## إحصائيات
خاض خلال مسيرته 64 نزالا، فاز في 55 وتعادل في 3 وخسر في 6. فاز بالضربة القاضية في 24 نزالا.

## روابط خارجية
- جين فولمير على موقع بوكس ريك (الإنجليزية) (registration required)